# Grzegorz Fijałek
Grzegorz Fijałek (Wadowice, 11 mei 1987) is een voormalig, Pools beachvolleyballer. Hij nam deel aan drie Olympische Spelen maar won hierbij geen medailles. Bij de Europese kampioenschappen won hij tweemaal brons.

## Carrière

### 2004 tot en met 2012
Fijałek won in 2004 met Grzegorz Pajak de bronzen medaille bij de Europese kampioenschappen onder de 18 in Mysłowice. Bij de WK U19 in Termoli eindigde het duo als negende. Het jaar daarop behaalde hij met Mariusz Prudel de zilveren medaille bij de EK U20 in Tel Aviv en won hij met Michal Matyja brons bij de WK U19 in Saint-Quay-Portrieux. In 2006 werd Fijałek bij de EK U20 in Ankara opnieuw tweede – ditmaal aan de zijde van Krzysztof Orman. Met Prudel eindigde hij dat jaar als vijfde bij de WK U21 in Mysłowice. Het daaropvolgende seizoen nam Fijałek met Orman deel aan de EK in Valencia en de WK U21 in Modena waar ze respectievelijk als zeventiende en negende eindigden.
Van 2008 tot en met 2016 vormde Fijałek een vast team met Prudel. In hun eerste jaar debuteerde ze in de FIVB World Tour. Ze namen deel aan zes toernooien met als beste resultaat een vierde plaats in Manamah. Bij de EK in Hamburg werd het duo in de vierde ronde uitgeschakeld door de Nederlanders Reinder Nummerdor en Richard Schuil; in de laatste herkansingsronde verloren ze vervolgens van de Russen Dmitri Barsoek en Igor Kolodinski. Het seizoen daarop speelden ze acht wedstrijden in de World Tour, waarbij ze twee keer in de top tien eindigden. In Stare Jabłonki werd het tweetal zevende en in Åland negende. Verder bereikten Fijałek en Prudel de kwartfinale bij de EK in Sotsji waar het duo Nummerdor en Schuil opnieuw te sterk was.
In 2010 deed het tweetal mee aan elf FIVB-toernooien. In Marseille behaalden ze met een derde plek hun eerste podiumplaats. Daarnaast werden ze eenmaal vierde (Gstaad) en viermaal vijfde (Brasilia, Rome, Mysłowice en Klagenfurt). Bij de EK in Berlijn verloren ze de in de achtste finale van het Spaanse duo Inocencio Lario en Raúl Mesa. Het daaropvolgende seizoen speelden Fijałek en Prudel tien reguliere wedstrijden in de World Tour. Ze behaalden twee tweede (Stavanger en Stare Jabłonki) en drie vierde plaatsen (Beijing, Gstaad en Åland). Bij de WK in Rome bereikte het duo de kwartfinale; daar werden ze uitgeschakeld door de Duitsers Julius Brink en Jonas Reckermann. Bij de EK in Kristiansand waren Nummerdor en Schuil in de achtste finale te sterk. In 2012 kwam het duo bij de EK in Scheveningen niet verder dan de groepsfase. In de World Tour deden ze verder mee aan zes toernooien met een derde plaats in Berlijn als beste resultaat. Bij de Olympische Spelen in Londen bereikten Fijałek en Prudel de kwartfinale waar ze werden uitgeschakeld door het Braziliaanse tweetal Alison Cerutti en Emanuel Rego.

### 2013 tot en met 2016
Het jaar daarop begonnen Fijałek en Prudel met drie vijfde plaatsen in Fuzhou, Shanghai en Corrientes. Vervolgens wonnen ze het toernooi in Münster in de Duitse Smart Beach Tour. In Den Haag behaalde het duo een derde plaats en in Rome eindigde het tweetal als vijfde. Bij de WK in eigen land bereikten ze als groepswinnaar de zestiende finale waar ze werden uitgeschakeld door het Braziliaanse duo Pedro Solberg Salgado en Bruno Oscar Schmidt. Na afloop namen ze deel aan het FIVB-toernooi in Gstaad. Bij de EK in Klagenfurt wonnen Fijałek en Prudel de bronzen medaille ten koste van Daniele Lupo en Paolo Nicolai. In de World Tour behaalde het duo verder een vijfde en negende plaats in Berlijn en São Paulo. In 2014 deden ze mee aan tien FIVB-toernooien waarbij ze achtmaal in de top tien eindigden. Ze behaalden podiumplaatsen in Den Haag (eerste), Moskou en Long Beach (beide tweede). Bij de EK in Quartu Sant'Elena verloren ze in de kwartfinale van de Oostenrijkers Clemens Doppler en Alexander Horst.
Het daaropvolgende seizoen behaalden Fijałek en Prudel bij de acht reguliere World Tour-toernooien enkel toptienklasseringen; in Stavanger eindigde het duo als derde. Bij de WK in Nederland kwamen ze niet verder dan de zestiende finale waar ze werden uitgeschakeld door de Brazilianen Pedro en Evandro Gonçalves Oliveira Júnior. In Klagenfurt bereikten ze bij de EK opnieuw de kwartfinale die ze ditmaal verloren van de Nederlanders Nummerdor en Christiaan Varenhorst. De daaropvolgende editie in Biel/Bienne wonnen Fijałek en Prudel brons door de Nederlanders Alexander Brouwer en Robert Meeuwsen in de troostfinale te verslaan. In 2016 speelden ze verder dertien reguliere wedstrijden in de World Tour. Het duo werd onder meer derde in Antalya, vierde in Rio de Janeiro en vijfde in Maceio. Bij de Olympische Spelen in Rio eindigden ze als derde in de groepsfase; in de tussenronde werden ze vervolgens uitgeschakeld door het Canadese duo Ben Saxton en Chaim Schalk. Ze sloten het seizoen af met een vijfde plaats bij de World Tour Finals in Toronto.

### 2017 tot en met 2021
Sinds 2017 vormt Fijałek een duo met Michał Bryl. In hun eerste jaar namen ze in aanloop naar de WK in Wenen deel aan zeven reguliere FIVB-toernooien met drie vijfde plaatsen als beste resultaat (Fort Lauderdale, Moskou en Gstaad). In Wenen bereikte het tweetal de zestiende finale die verloren werd van de Spanjaarden Pablo Herrera en Adrián Gavira. Bij de EK in Jūrmala eindigden ze vervolgens op een vijfde plaats, nadat ze de kwartfinale verloren hadden van het Letse duo Aleksandrs Samoilovs en Jānis Šmēdiņš. Het seizoen daarop speelden ze negen reguliere wedstrijden in de World Tour met enkel toptienklasseringen als resultaat; in Wenen behaalde het duo met een tweede plek hun eerste podiumplaats. Daarnaast eindigden Fijałek en Bryl bij de World Tour Finals in Hamburg eveneens als tweede. Bij de EK in Nederland werden ze in de achtste finale uitgeschakeld door Herrera en Gavira.
In het seizoen 2018/19 namen ze deel aan negen reguliere FIVB-toernooien. Ze werden tweemaal tweede (Las Vegas en Itapema), tweemaal derde (Ostrava en Wenen) en eenmaal vierde (Doha). Bij de WK in Hamburg bereikten Fijałek en Bryl de achtste finale waar ze werden uitgeschakeld door het Braziliaanse tweetal André Loyola Stein en George Wanderley. Bij de Finals in Rome kwamen ze niet verder dan plek vijfentwintig. In Moskou strandde het duo bij de EK in de achtste finale door een blessure. Begin 2020 wonnen Fijałek en Bryl het World Tour-toernooi in Doha. Het jaar daarop deden ze in aanloop naar de Spelen mee aan vijf FIVB-toernooien met twee negende plaatsen (Sotsji en Gstaad) als beste resultaat. In Tokio bereikte het tweetal bij het olympisch beachvolleybaltoernooi de achtste finale waar ze werden uitgeschakeld door de Italianen Nicolai en Lupo. Na de Spelen beëindigde Fijałek zijn spelerscarrière en een jaar later begon hij als coach van het Duitse duo Karla Borger en Sandra Ittlinger.

## Palmares
Kampioenschappen
- 2005:  EK U20
- 2005:  WK U19
- 2006:  EK U20
- 2011: 5e WK
- 2012: 5e OS
- 2013:  EK
- 2016:  EK
- 2019: 9e WK
- 2021: 9e OS

FIVB World Tour
- 2010:  Marseille Open
- 2011:  Grand Slam Stavanger
- 2011:  Grand Slam Stare Jabłonki

- 2012:  Grand Slam Berlijn
- 2013:  Grand Slam Den Haag
- 2014:  Grand Slam Moskou
- 2014:  Grand Slam Den Haag
- 2014:  Grand Slam Long Beach
- 2015:  Stavanger Majors
- 2016:  Antalya Open
- 2018:  5* Wenen
- 2018:  World Tour Finals Hamburg
- 2018:  4* Las Vegas
- 2019:  4* Itapema
- 2019:  4* Ostrava
- 2019:  5* Wenen
- 2020:  4* Doha